# STS-122
STS-122 est une mission de la navette spatiale américaine qui a eu lieu du 7 au 20 février 2008. Parmi les astronautes sélectionnés pour ce vol se trouvent le Français Léopold Eyharts et l'Allemand Hans Schlegel représentant l'Agence spatiale européenne. STS-122 a été affectée à l'orbiteur Atlantis. Elle est revenue sur Terre  en atterrissant sur la piste 15 du centre spatial Kennedy. La mission devait initialement avoir lieu à la fin de l'année 2007, mais a été repoussée à deux reprises.

## Équipage
- Commandant : Stephen N. Frick (2)  États-Unis
- Pilote : Alan G. Poindexter (1)  États-Unis
- Spécialiste de mission 1 : Rex J. Walheim (2)  États-Unis
- Spécialiste de mission 2 : Stanley G. Love (1)  États-Unis
- Spécialiste de mission 3 : Leland D. Melvin (1)  États-Unis
- Spécialiste de mission 4 : Hans Schlegel (2)  Allemagne

Uniquement à l'aller :
- Ingénieur de vol Léopold Eyharts (2)  France de ESA

Uniquement au retour :
- Ingénieur de vol Daniel M. Tani (2)  États-Unis

Le chiffre entre parenthèses indique le nombre de vols spatiaux effectués par l'astronaute, STS-122 inclus.

## Paramètres de la mission
- Masse :
  - Navette au décollage : 121 264 kg
  - Navette à l'atterrissage : 93 536 kg
- Périgée : ? km
- Apogée : ? km
- Inclinaison : 51,6°
- Période : 91,6 min

## Orbiteur
La mission STS-122 a été affectée à l'orbiteur Atlantis, qui a subi quelques avaries mineures le jour de son décollage initialement prévu le 6 décembre 2007.
En effet deux des quatre capteurs qui renseignent sur la quantité de carburant de la navette n'ont pas fourni de mesures correctes. Un troisième a également donné une fausse mesure après la vidange du réservoir indiquant son état « humide » alors qu'il aurait dû signaler « sec », le réservoir étant vide. Ces capteurs, dont la totalité doit fonctionner correctement pour autoriser le décollage, servent à couper les moteurs lorsque le réservoir est presque vide afin d'éviter l'explosion des moteurs dû au phénomène de cavitation.
Le lancement fut reporté au 9 décembre à 15 h 31 (UTC-5). Le 9 décembre 2007, le lancement a été annulé. Le 11 janvier, la NASA a annoncé une date de lancement au 7 février à 02 h 47PM.EST 

## Objectifs

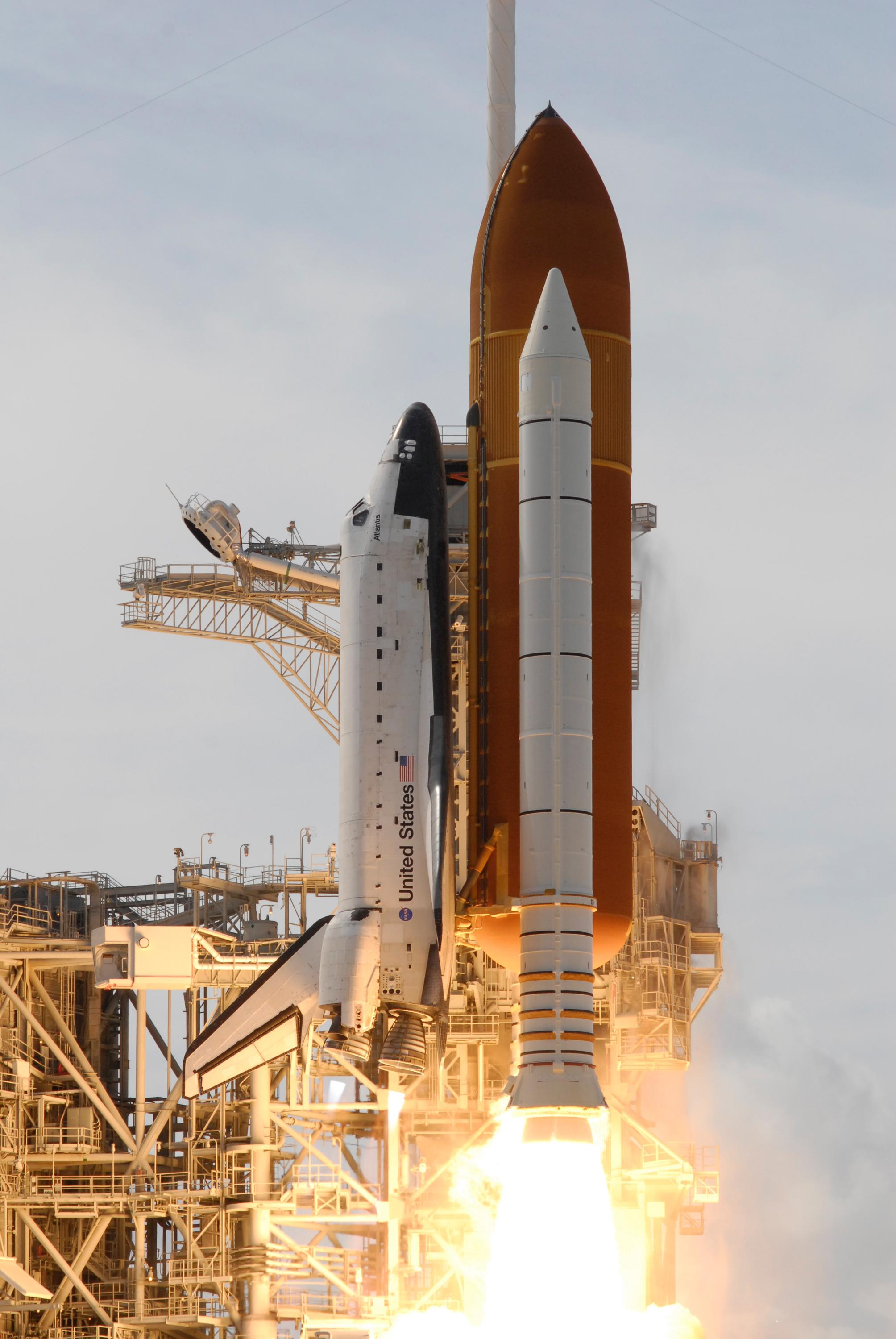
Lancement.

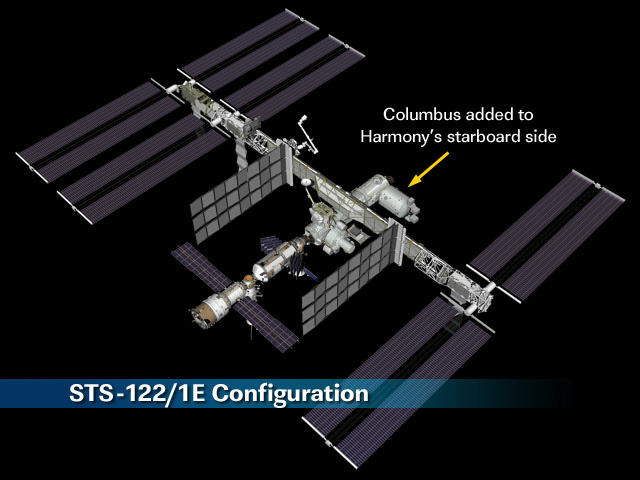
La Station Spatiale après la mission STS-122, après l'ajout du laboratoire européen Columbus.

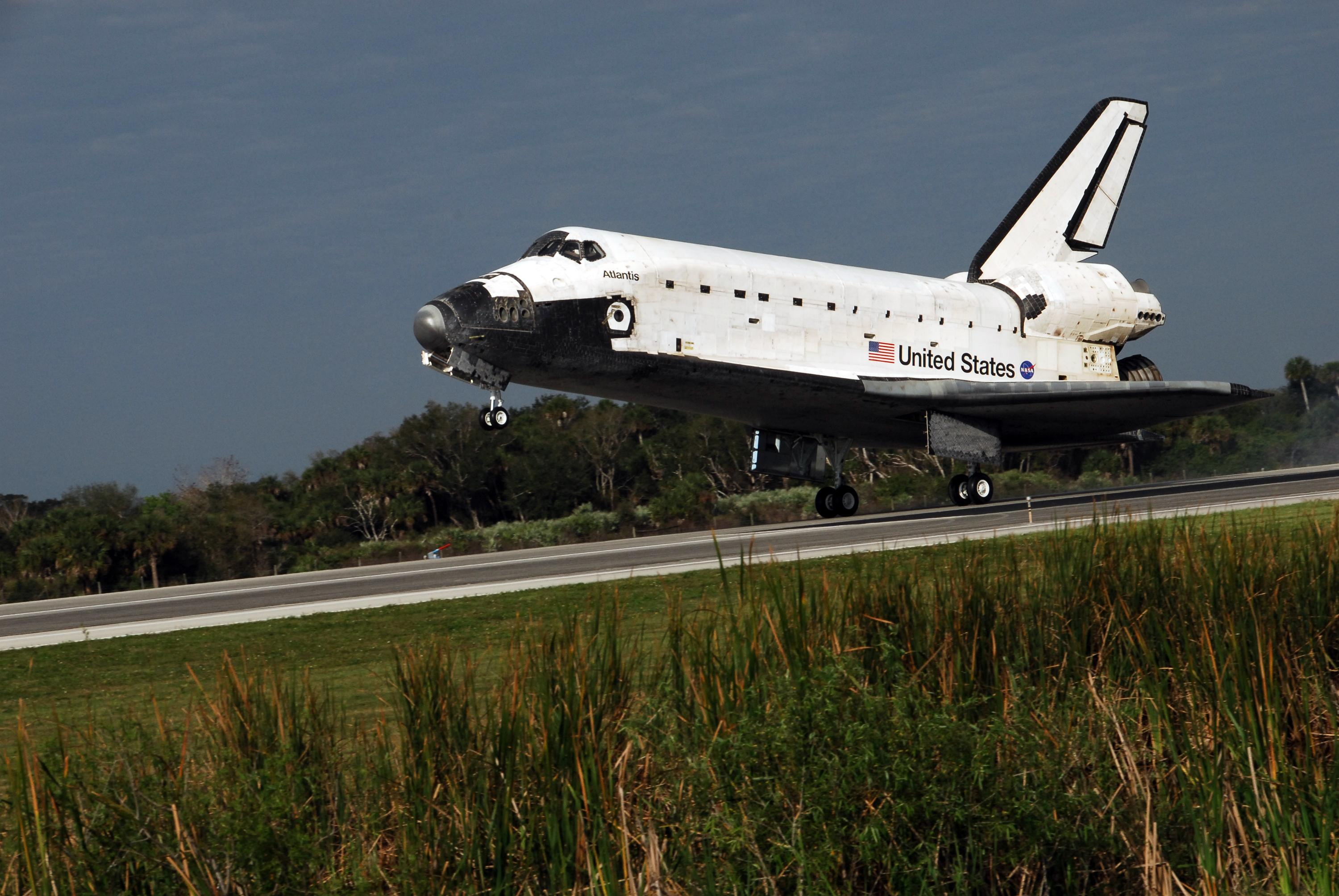
Atterrissage.

STS-122 a transporté et livré à l'ISS le laboratoire européen Columbus de l'Agence spatiale européenne qui servira à des expériences scientifiques en apesanteur.